# Национално знаме на Естония
Националното знаме на Естония се състои се от три еднакви цветни полета – синьо, черно и бяло, подредени в този ред хоризонтално от горе надолу, и има правоъгълна форма с точни размери 1050 на 1650 mm и отношение ширина към дължина 7:11.
Знамето на Естония е официален държавен символ на републиката, установен със закон за националното знаме и държавния герб, приет на 7 юли 1992 г.
Цветовете на Естонското знаме са отличителни за естонската история и национални костюми. Символиката им е обяснена с множество легенди, според които синьото е цветът на вярата, честността и предаността, а също представлява небето, морето и езерата на Естония. Черният цвят е символ на тъмното минало на страната, изпълнено със страданията на естонския народ, както и на традиционния костюм на селяните. Бялото представлява стремежа към просвещение и добродетели. Бялото е също и цвета на кората на брезите и летните бели нощи огряни от среднощното слънце.

## История
Синьо-черно-бялото знаме на Естония се появява за първи път като знаме на студентската асоциация на естонските студенти в университета в Тарту на 4 юни 1884 г. Постепенно то започва да се свързва с естонския национализъм и се използва за национално знаме, когато Естония се обявява за независима държава на 24 февруари 1918 г.
Нахлуването на съветските войски през 1940 г. води до забрана на знамето. По време на немската окупация на страната през периода 1941–1944 г. това знаме се използва като етнически флаг на естонците, но няма статут на национално знаме. След края на Втората световна война Естония приема червеното знаме, което остава до 1989 г. През 1990 г. Естония приема отново за официално знамето, което се използва преди 1940 г.

## Дизайн
Знамето на Естония е съставено от три хоризонтални цветни полета синьо от горе, черно в средата и бяло отдолу, и има правоъгълна форма с отношение ширина към дължина 11:7. Описанието е записано в Конституцията на страната.

Чл. 7 Националните цветове на Естония са синьо, черно и бяло. Дизайнът на националното знаме и герб се определят в закон

Цветовете на цветните полета в знамето са:
| Цвят | Официален цветови модел | RGB цветови модел | HEX цветови модел |
| ---- | ----------------------- | ----------------- | ----------------- |
|      | Pantone 285 C           | (0, 114, 206)     | #0072CE           |
|      | Black                   | (0, 0, 0)         | #000000           |
|      | White                   | (255, 255, 255)   | #ffffff           |
|      |                         | (0, 0, 0)         | #                 |
|      |                         | (0, 0, 0)         | #                 |
|      |                         | (0, 0, 0)         | #                 |

## Алтернативни предложения
През 1919 г. се появяват предложения за дизайн на знамето със скандинавски кръст и националните цветове на Естония. През 2001 г. естонският политик Карел Таранд предлага отново дизайн със скандинавски кръст, за да подчертае културните и исторически връзки със скандинавските страни.
- Предложение от 1919 г.
- Скица на предложението от 1919 г.
- Предложение от 1991 г. и 2001 г.
- Друго предложение със скандинавски кръст

## Знаме през годините
- Естония (1918–1940)
- Естонска ССР (1940-1953)
- Естонска ССР (1953-1990)